# Rutledge (Missouri)
Pour les articles homonymes, voir Rutledge.
Rutledge est un village situé au sud du comté de Scotland, dans le Missouri, aux États-Unis,. Il est incorporé en 1892.

## Démographie
Lors du recensement de 2010, le village comptait une population de 109 habitants. Elle est estimée, en 2016, à 112 habitants.

### Source de la traduction
- (en) Cet article est partiellement ou en totalité issu de l’article de Wikipédia en anglais intitulé « Rutledge, Missouri » (voir la liste des auteurs).